# Piaseczno (Górowo Iławeckie)
Piaseczno est un village polonais de la voïvodie de Varmie-Mazurie, dans le powiat de Bartoszyce.